# Mayel Ngaïma
Mayel Ngaïma est une localité du Cameroun située dans la commune de Moutourwa, le département du Mayo-Kani et la Région de l'Extrême-Nord, au pied des monts Mandara, à proximité de la frontière avec le Tchad.

## Population
Mayel Ngaïma comptait 785 habitants, répartis comme suit :  357 hommes dont 307 d'ethnie Guiziga et 50 d'ethnie Foulbé, et 428 femmes, dont 377 d'ethnie Guiziga et 51 d'ethnie Foulbé, lors du dernier recensement de 2005.

## Climat
Climat : tropical. Type selon Classification de Köppen : Aw. Température annuelle moyenne : 27,6 °C. Précipitations annuelles moyennes : 855 mm.